# Jan VII de Bourbon-Vendôme
Jan VII de Bourbon-Vendôme (zm. 6 stycznia 1477) – francuski szlachcic, syn Ludwika I, hrabiego Vendôme, i jego żony – Joanny de Laval.
Był dworzaninem króla Karola VII i razem z Janem de Dunois walczył z Anglikami w Normandii i Gujennie. Po śmierci Karola VII służył Ludwikowi XI i walczył w bitwie pod Montlhéry, ale ten król nie darzył go sympatią. Jan przeniósł się z dworu do zamku w Lavardin i dokończył jego budowę. Rozbudował również Vendôme: w 1452 odnowił kaplicę Świętego Jacka, zbudował bramę Świętego Jerzego i umocnił fosę, w 1474 ufundował kościół Marii Magdaleny.
W 1454 poślubił Izabelę (Isabelle) de Beauvau, córkę Ludwika de Beauvau, seneszala Andegawenii, i Małgorzaty (Marguerite) de Chambley. Para miała ośmioro dzieci:
- Franciszka, hrabiego Vendôme (1470–1495),
- Ludwika, księcia de la Roche sur Yon i Montpensier, z racji małżeństwa z Ludwiką de Burbon-Montpensier,
- Joannę, żonę Ludwika de Joyeuse,
- Katarzynę, żonę Gilberta de Chabannes, seneszala Limousin,
- Joannę, trzecią żonę Jana II, księcia de Burbon, potem Jana III de la Tour, hrabiego Owernii,
- Charlottę, żonę Engilberta de Clèves, hrabiego Nevers,
- Renatę, przełożoną Fontevraud,
- Izabelę, przełożoną la Trinité de Caen.

Jan miał również 2 dzieci nieślubnych:
- Ludwika, biskupa Avranches,
- Jacka, zarządcę Valois i Vendomois.